# Oak Island (North Carolina)
Oak Island is een plaats (town) in de Amerikaanse staat North Carolina. Het is gelegen op het gelijknamige eiland Oak Island en valt bestuurlijk gezien onder Brunswick County.

## Demografie
Bij de volkstelling in 2000 werd het aantal inwoners vastgesteld op 6571.
In 2006 is het aantal inwoners door het United States Census Bureau geschat op 8152, een stijging van 1581 (24.1%).

## Geografie
Volgens het United States Census Bureau beslaat de plaats een oppervlakte van
23,6 km², waarvan 20,6 km² land en 3,0 km² water.

## Plaatsen in de nabije omgeving
De onderstaande figuur toont nabijgelegen plaatsen in een straal van 16 km rond Oak Island.